# Dittopternis venusta
Dittopternis venusta är en insektsart som först beskrevs av Walker, F. 1870.  Dittopternis venusta ingår i släktet Dittopternis och familjen gräshoppor. Inga underarter finns listade i Catalogue of Life.